# Eleição municipal de Taubaté em 2024
A eleição municipal de Taubaté em 2024 ocorreu nos dias 06 de outubro (primeiro turno) e 27 de outubro (segundo turno). Esta cidade paulista, escolheu o seu prefeito e os seus 19 vereadores.

## Calendário eleitoral
| Início        | Fim           | Atividades | Status    |
| ------------- | ------------- | --- | --------- |
| 7 de março    | 5 de abril    | Janela partidária para vereadores trocarem de partido visando concorrer às eleições sem perder o mandato. | Realizado |
| 6 de abril    | 6 de abril    | Data-limite para todas as legendas e federações partidárias obterem o registro dos estatutos no TSE e para todos os candidatos terem domicílio eleitoral na circunscrição em que desejam disputar as eleições com a filiação deferida pelo partido. | Realizado |
| 15 de maio    | 15 de maio    | Início da campanha de arrecadação prévia de recursos na modalidade de financiamento coletivo para pré-candidatos, sem realização de pedidos de voto e obedecendo a regras relativas à propaganda eleitoral na Internet.                             | Realizado |
| 20 de julho   | 5 de agosto   | Realização de convenções partidárias para deliberar sobre coligações e escolher candidatos às prefeituras e aos cargos de vereador. Os partidos têm até 15 de agosto para registrar os nomes na Justiça Eleitoral.                                  | Realizado |
| 16 de agosto  | 16 de agosto  | Início das campanhas eleitorais de forma igualitária, podendo qualquer publicidade ou manifestação com pedido explícito de voto antes da data ser considerada irregular e multada.                                                                  | Realizado |
| 30 de agosto  | 3 de outubro  | Veiculação da propaganda eleitoral gratuita no rádio e na televisão. | Realizado |
| 6 de outubro  | 6 de outubro  | Realização do primeiro turno das eleições municipais. | Realizado |
| 11 de outubro | 25 de outubro | Veiculação da propaganda eleitoral gratuita no rádio e na televisão para o segundo turno. | Realizado |
| 27 de outubro | 27 de outubro | Realização de um eventual segundo turno nas cidades com mais de 200 mil eleitores em que o candidato a prefeito mais votado não tenha atingido a metade mais um dos votos válidos.                                                                  | Realizado |

## Candidatos a prefeito
| Nº | Nome                  | Partido       | Vice                  | Partido | Coligação                                                         | Ref    |
| -- | --------------------- | ------------- | --------------------- | ------- | ----------------------------------------------------------------- | ------ |
| 10 | Ortiz Junior          | Republicanos  | Nina de Sá            | PSD     | Republicanos, PSD, PSDB, Cidadania, União Brasil, Avante, Podemos | [ 5 ]  |
| 11 | José Saud             | PP            | Hannah Kosloski       | PP      |                                                                   | [ 6 ]  |
| 13 | Coronel Paulo Ribeiro | PT            | Renata Otubo          | PV      | PT, PCdoB, PV                                                     | [ 7 ]  |
| 22 | Márcia do PL          | PL            | Tenente Beto Mostarda | PL      | PL, PRD                                                           | [ 8 ]  |
| 30 | Sérgio Victor         | NOVO          | Coronel Oliveira Neto | NOVO    | NOVO, PDT                                                         | [ 9 ]  |
| 77 | Loreny Caetano        | Solidariedade | Dr Oscar              | MDB     | Solidariedade, MDB, PSB, DC                                       | [ 10 ] |